# 中島飛行機半田製作所

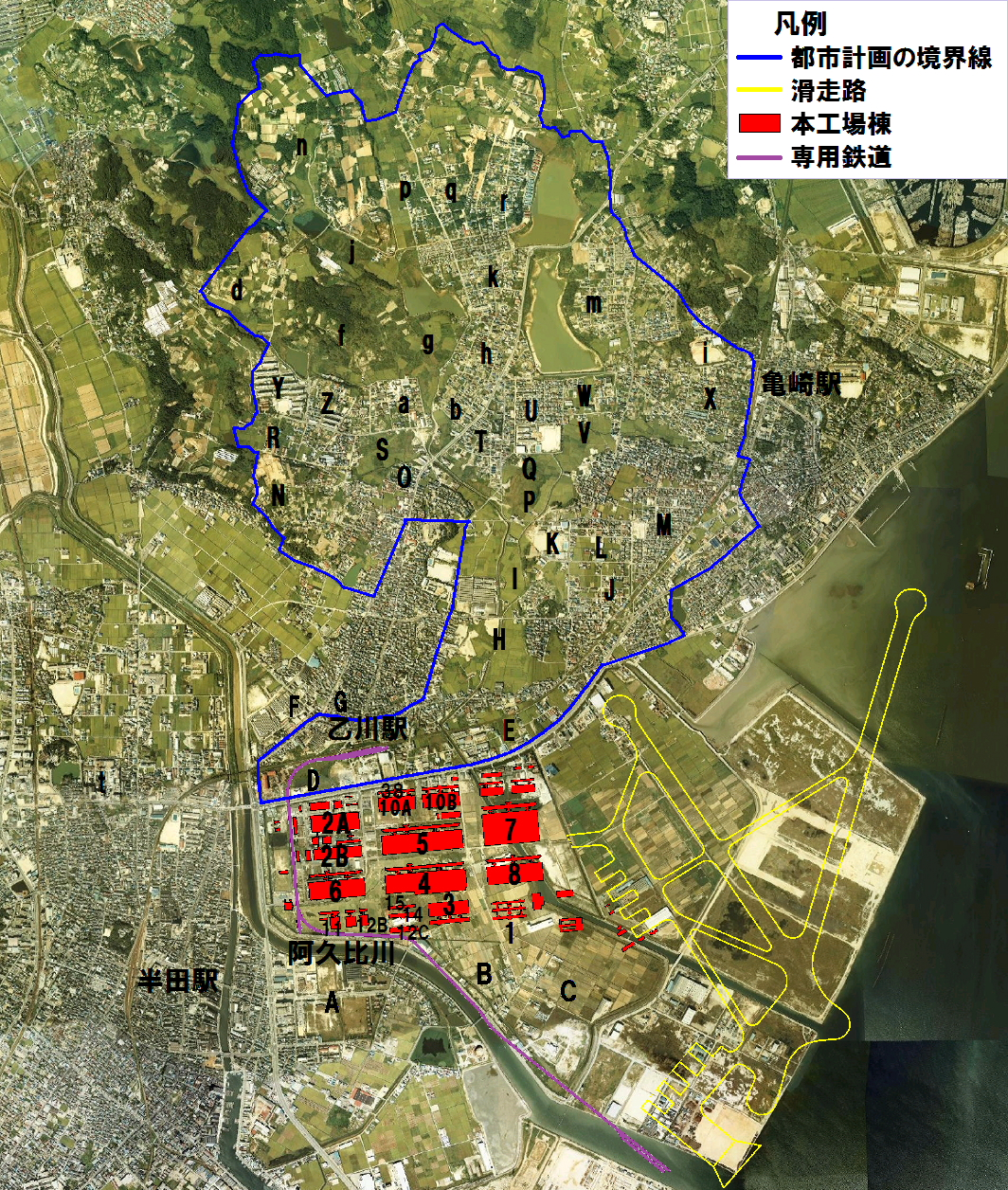
中島飛行機半田製作所全体計画図。。滑走路・工場等を重ね合わせ。)

中島飛行機半田製作所（なかじまひこうきはんだせいさくしょ）は、かつて愛知県半田市にあった航空機工場。本工場、山方工場、葭野工場で構成され、後二者は紡績工場を軍需工場に転用した施設である。
職住一体となった全体計画では、現在の半田市官庁街と旧亀崎町の大部分を占めるものであり、ひとつの地方自治体並みの規模を有するものであった。
後身は輸送機工業。1945年以降についてはこの「輸送機工業」を参照のこと。

## 半田市の工場誘致と中島飛行機の半田進出
1937年の綿花・羊毛・木材を対象とした「輸出入許可規則」（商工省令）・「スフ混用令」を発端として、半田市周辺の主要な地場産業であった織物業・晒木綿業が不況に襲われた。それ以外の地場産業も、市制執行時（1937年）から1939年にかけての時期に好調であったのは肥・飼料業と酢の生産くらいであった。同じ醸造業でも清酒醸造は統制により不況となっていた。
深刻な不況に直面し、半田市当局と半田の政財界は工業誘致に活路を求めた。注目されたのは軍需産業であった。1940年、半田商工会議所は名古屋と東京の資本金500万円以上の株式会社80社へ工場誘致の勧誘状を発送し、半田市も工場誘致に力を入れ始めた。また同年、「衣カ浦総合港湾計画」が内務省土木会議の「臨海工業地帯造成計画」に取り入れられると、半田市は関係7町村（東浦村・武豊町・刈谷町・高浜町・新川町・大浜町・旭村）の担当者を半田市役所に招き、「衣浦港湾期成同盟会」を結成し、臨海工業地帯造成の具体化を図ることになった。
一方、中島飛行機は、第二次世界大戦参戦（太平洋戦争参戦）直前の1941年には、太田・小泉・武蔵野・多摩の各製作所と太田飛行場を持つ我が国屈指の航空機メーカーとなっていた。戦時体制の中、特に海軍からは航空機の大増産が要請されることになった。この海軍の計画は中島飛行機が当初予想していた規模をはるかに超えていた。そこで新しい工場の建設を迫られた中島飛行機はこの機会に箱根以西に新しい拠点を設ける方針を固めた。
当時「関東地区の飛行機会社は名古屋以西に進出しない。名古屋地区の会社は名古屋周辺以西に伸びること。」という軍の指導方針があり、東海地方・近畿地方にも多く協力工場をもっていた中島飛行機はどうしても箱根以西に新工場を持ちたいという強い希望を持っていた。三島市（入手できた土地が狭く発動機系の工場として使用、後の三島製作所）・静岡市（既に三菱の工場があったので遠慮）・浜松市（飛行場を設けるには面積不足、発動機生産に使用）も候補地となっていたが、これらの候補地はいずれも不調に終わった。
中島飛行機が工場用地の確保に苦労していた頃、知多半島東岸地方では海軍航空隊をどこに置くかと問題が持ち上がっていた。この候補地の一つとして半田市乙川地区の海面埋立地が保留地となっていたが、水面の面積不足の理由で結局河和町に決定した。海軍の河和町への配置（後の河和海軍航空隊）によって、半田市乙川地区が工場用地としてクローズアップされてくることになった。中島飛行機には海軍から半田が保留解除になったことが知らされた。
中島飛行機が用地を探していることを知って、半田市は、市長・市議会議長のほか地元の有力者を加えた大調査団を群馬県の太田町や小泉製作所に派遣し、慎重な調査をした上で、中島飛行機の新工場建設に全面的に協力することを決定した。
当時の乙川地区は、(1) 海面を埋め立てれば希望するだけの広さの工業用地を確保できるということのほかに、(2) 冬は北西、夏は南東の季節風が吹き風向きが安定していて飛行場の設置に都合がいい、(3) 部品を作る協力工場や下請け工場が得やすく労働者を確保しやすい、(4) 波静かな衣浦湾に面しており水上飛行機の発着にも適しているなど、工場用地として非常に優れており、好条件に恵まれていた。
こうして中島飛行機の半田進出が決定した。

## 半田製作所の建設
半田製作所用地として中島飛行機が購入した土地は約85万坪、場所は乙川で国道247号以南の地全部と、同国道の北側では武豊線までの間若干。買収業務は半田市当局が担当し、登記事務は中島飛行機で行った。
ちなみに本工場と飛行場予定地は、大正時代に堤防を作って開拓された土地で、入植した小作の努力の結果、昭和の初めには「郡一の美田」と評されるまでに改良された水田地帯に仕上がっていた。ここでいう郡とはもちろん知多郡のことだが、当時の知多郡は現在の名古屋市緑区である大高町や有松町以南の尾張地方を指すのであり、その広大さの中で評された点を留意すべきである。
1942年6月15日、中島飛行機内に半田製作所建設委員会が発令された。最初の建設事務所として、東海銀行半田支店の2か所の旧支店を借入した。なおそのうち1か所は専ら付属病院の開設準備に使われ、後に敷地内の空き地に木造2階屋を新築して付属病院の診療所となった。
工事請負は一括して清水組（後の清水建設）であった。清水組としても半田製作所は特に厖大な施設で、清水組の東京支店直轄工事として社員70名のほかに多数の臨時社員を使用してこの大工場の建設にあたった、としている。
清水組の初期着工準備、新造の1000馬力サンドポンプ船の来着、送水管の初期設定の完了の後、新築工事地鎮祭が行われた。新築工事地鎮祭は1942年8月20日、場所は工場敷地内の中央西寄り、国道247号線近くの38号棟予定地と定め、質素ながらも厳粛に神事をとりおこない、サンドポンプ船の送泥噴出を供覧したという。
地鎮祭後、用地造成は清水組のサンドポンプ船6隻による海底の土砂の吸い上げと阿久比町横松の山土の運搬で行われ、約2mほどかさ上げされた。工事を急ぐ軍からは「水田は30cm程度埋め立てればよい」といわれたが、愛知県の許可が下りず約2mの土盛となった。このおかげで以後この工場は水をかぶるようなことはなかったが、工事がなかなか進まないこともあって付近の紡績工場を買収・借用を行った。
なお、38号棟完成後は、建設事務所を38号棟内に移した。
一方で1943年中に初号機を半田製作所から飛ばすことが至上命令とされていたため、組立工場と滑走路の建設が先となり、周囲の道路などは後回しで、部品や材料を運ぶには泥田を渡っていかなければならないような状況だった。そのため半田製作所の従業員はカンカン照りの日でも常に長靴を履いていなければならなかったという。また本工場内の建物は治具を取り付ける関係上、基礎はしっかりしていたが、屋根は杉皮葺きだけのところもあったという。

### 工場用地計画の概要
工場および付属施設の計画は、陸地685000坪（約226万平方メートル）の地盛りかさ上げをし、海面埋め立て地465000坪（約153.5万平方メートル）の造成を行い、合計115万坪（約379.5万平方メートル）の内約35万坪（約115.5万平方メートル）は工場用地として使い、約10万坪は病院や養成学校にあて、残りを飛行場として利用しようというものであった。
工場用地内には、工場・倉庫・事務所など77000坪が建設され、飛行場には幅約70m、長さ2540mの南北滑走路と1790mの東西滑走路が造られる予定だった。

### 施設計画と実際

#### 完成施設

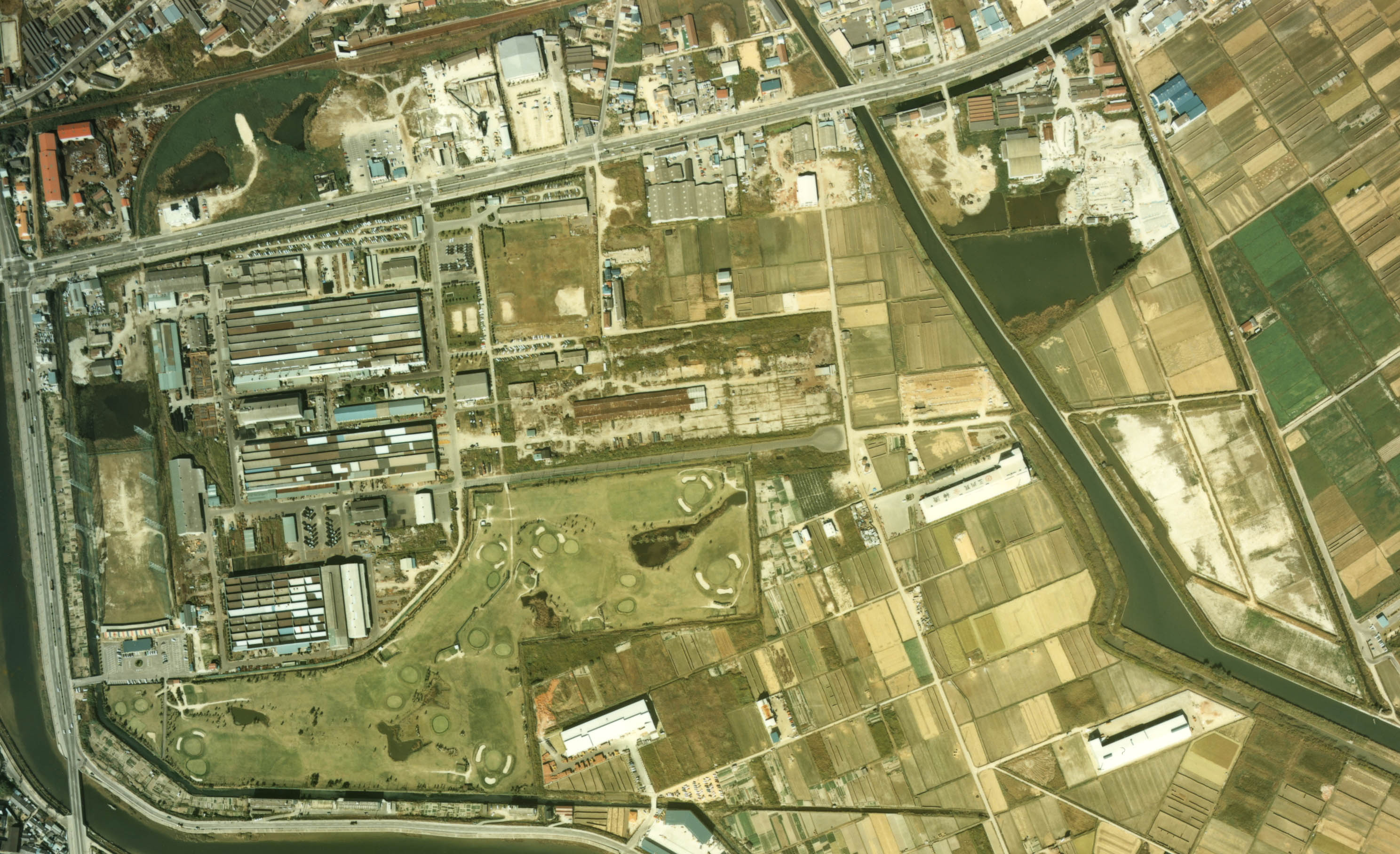
1977年当時の輸送機工業付近の空中写真。この写真の範囲がほぼ旧中島飛行機半田製作所本工場の範囲に相当する。

- 2A棟　材料倉庫（全体計画図の2A）：鉄骨造　5160坪。西部は受入検収場、乙川駅からの鉄道引込み線に面し、天井走行起重機を備え、東西方向の通路および各材料保管棚の間には運搬台車用の線路を設けた。東部は鈑取切断作業場とし、この南面は協力工場への支給材料発送場とし、この西隣には鋼材熱処理場を設けた。

本棟は最初に完成したので、この東部の鈑取職場の大部分を艦上攻撃機天山の翼組立職場に転用した。
- 2B棟　部品倉庫（全体計画図の2B）：鉄骨造　3360坪。海軍からの支給部品の計器類、電気艤装部品、動力艤装部品、油圧部品、車輪等、中島では生産しない専門部品の倉庫。
- 5号棟　胴体工場（全体計画図の5）：鉄骨造　11136坪。計画通り西部3分の1は整型工場で、2000トン油圧プレス、セコスタンプ、ドロップハンマー等の大型板金加工機と折曲機、パワープレス類と必要熱処理炉を配置。中部東部は胴体組立工場の計画だったが、胴体は山方工場で生産することになったので、最終工程の全体組立工程に使用した。生産機は天山。西北隅の屋上には高射機銃座が用意され、太平洋戦争末期に実際に高射機銃が据えられた。中部・東部の床には床暖房用の蒸気管が通されたが、33B棟補助汽鑵室が未着工だったため、暖房は使われないままだった。

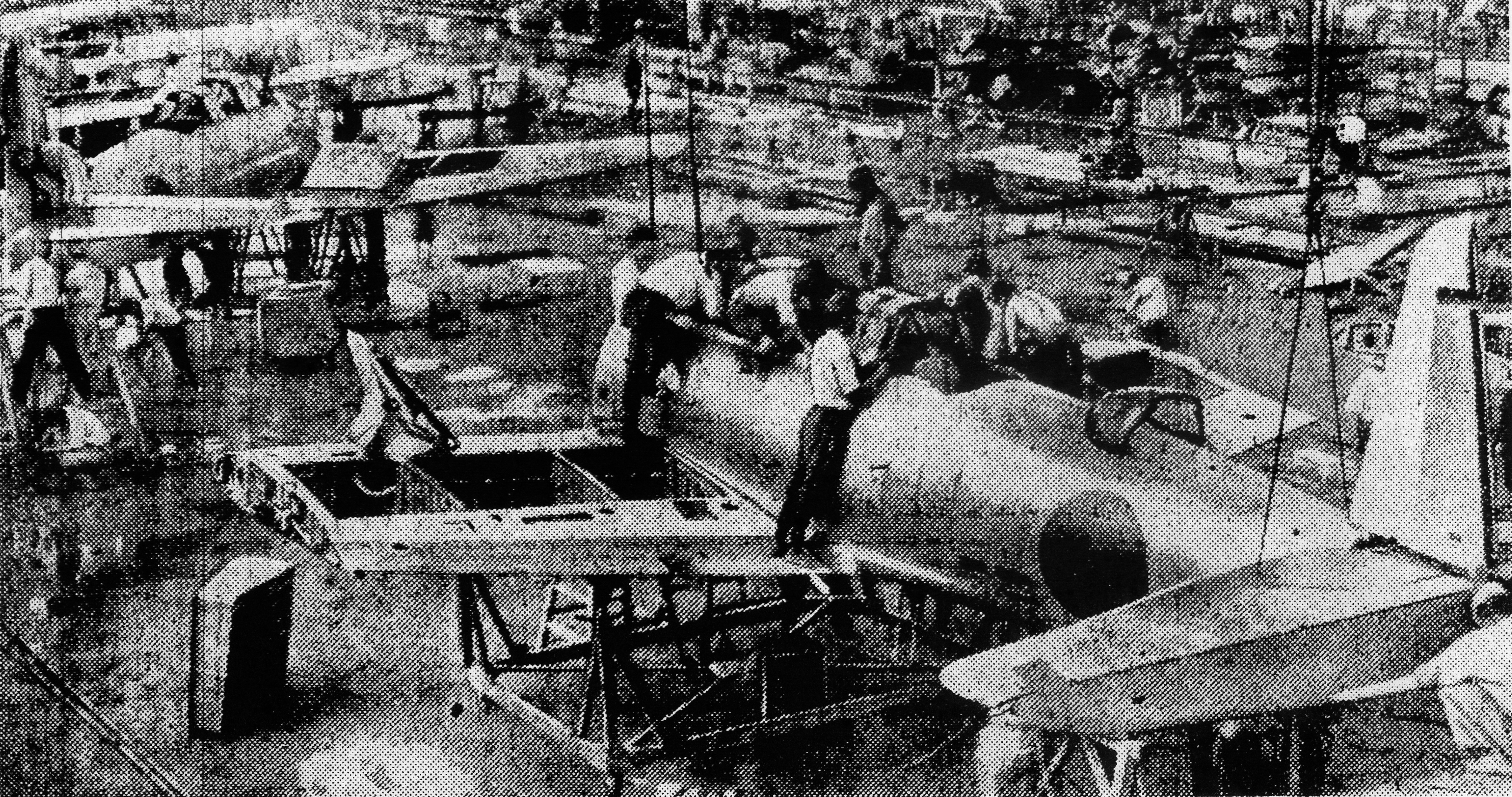
半田製作所本工場での全体組立作業

- 4号棟　翼工場（全体計画図の4）：鉄骨造　7600坪。5号棟と同じ設計ながら、着工が遅れ、昭和東南海地震で傷んだ5号棟の補修のためにここの鉄骨を廻したので東3分の1は建たず仕舞いとなった。彩雲の部品工場を地震後に移す。半田空襲時には直撃こそなかったが、至近弾の爆風で南側外壁が倒れ、結局解体となった。
- 6号棟　機械工場（全体計画図の6）：鉄骨造　6300坪。ジグボーラー、11メートル桁フライス盤をはじめとする大型機械も入れる工場として計画されたが、機械は都築紡績植大工場に据えることとなり、代わりに彩雲の全体組立工場となった。
- 11A棟　木工場（全体計画図の11）：木造　750坪。完成したが使わぬ間に被爆。
- 16C棟　検圧場：木造　600坪。油圧部品の油漏れ有無を加圧検査。戦後富貴織布に売却。
- 20号棟　塗料庫：木造　150坪。
- 31号棟　雑品庫：木造　1000坪。
- 34号棟　変電室：鉄筋混土造　72坪。受電電圧33000ボルト、1000キロワットの変圧器4台。戦後も永く使用。
- 35号棟　電気倉庫：木造　96坪。電気および営繕全般の倉庫
- 36号棟　車庫：木造　150坪。
- 36B棟　車庫：木造　100坪。
- 38号棟　体力検定場（全体計画図の38）：木造　200坪。当時徴兵検査前の青少年を対象に体力検定が事業主に義務付けられていたことからこの建物を用意。この建物が最初に完成したため、建設事務所として使用。戦後も永く輸送機工業の本館として使用。
- 102号棟　更衣室：木造　583坪。百番台号の建物は近接する建物を職場とする者用の更衣室・食事場・養成工教室として設置したが、ここ102号棟は製造部材料課等の事務室に使われた。
- 105号棟　食堂更衣室：木造　1870坪。更衣室、食堂、理髪室。烹炊場はここと山方工場だけで、全員の昼食、残業者の夕食、夜勤者の夜食と朝食を供した[5]。

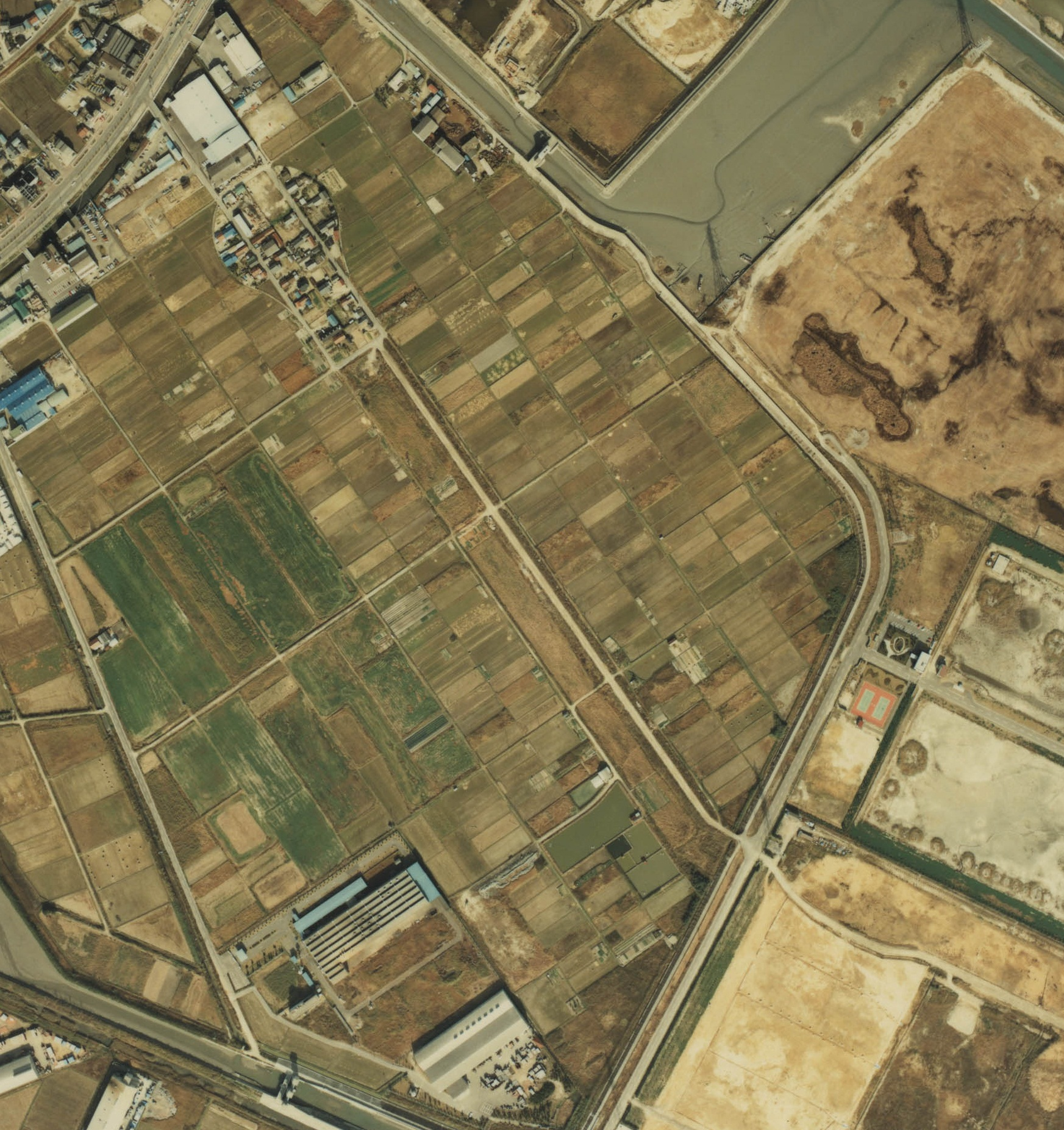
米軍から"KAMEZAKI AIRFIELD"と呼ばれた半田製作所の滑走路跡。

- 滑走路：長さ924m、1本。924mあるとはいっても、滑走路の南端の海岸沿いには防波堤があるのでフルには使えなかった。生産機である天山や彩雲を離陸できても着陸はできなかった[9]。戦争中作成された米軍の半田地域集成地図では、この滑走路は、「KAMEZAKI AIRFIELD（亀崎飛行場）」と呼ばれていた[3]。北端にターニングパッドを配したマッチ棒形状をなす。

#### 未着工または未完成施設
- 1号棟　本館（全体計画図の1）：木造2階建　2218坪。正門も計画されたが未設。
- 1A棟　防衛本部：鉄筋混土造　800坪。屋上は高射機銃座、5階・4階は兵員室、3階は防衛本部、2階は電話交換機室
- 2C棟　素材倉庫：木造　432坪。
- 3号棟　治具工場（全体計画図の3）：鉄骨　3500坪。現図場、基測範製作場等
- 3B棟　塗装工場：木造　690坪。塗装、鍍金等表面処理施設
- 7号棟　総組立工場（全体計画図の7）：鉄骨　12320坪。
- 8号棟　総組立工場（全体計画図の8）：鉄骨　7280坪。7号棟・8号棟の作業場幅は216尺あり、幅208尺とされた6発長距離爆撃機富嶽の生産が可能とする。また7号棟・8号棟以下全工場が完成していたら大型爆撃機連山の日産3機が実現できたとする。
- 10A棟　部品工場（全体計画図の10A）：木造　3150坪。
- 10B棟　部品工場（全体計画図の10B）：木造　3150坪。
- 12A棟　鋳物場：木造　520坪。
- 12B棟　鋳物場（全体計画図の12B）：木造　520坪。
- 12C棟　鋳物場（全体計画図の12C）：木造　1120坪。
- 14号棟　鍛造場（全体計画図の14）：木造　764坪。
- 15号棟　型工場（全体計画図の15）：木造　560坪。
- 16A棟　タンク場：木造　1200坪。
- 16B棟　タンク場：木造　1200坪。
- 17号棟　洗浄場：計画変更、取り止め。
- 18号棟　分析室兼研究室：木造　714坪。
- 19号棟　青写真室：木造　600坪。
- 20号棟　塗料庫：木造　150坪。
- 21号棟　油庫：木造　150坪。
- 22号棟　発送場：木造　336坪。
- 31B棟　文房具庫：木造　400坪。
- 32号棟　酸素庫：木造　45坪。
- 33号棟　汽鑵室：木造　430坪。着工し、鉄筋コンクリート製煙突も半ば建造したが建物共に建設中止となった。
- 33B棟　補助汽鑵室：木造　180坪。
- 37号棟　消防自動車車庫：木造　40坪。
- 39号棟　講堂兼職員食堂：　812坪。
- 40号棟　利材倉庫：木造　150坪。
- 41号棟　郵便局：木造　80坪。
- 滑走路：長さ2540mの南北滑走路と1790mの東西滑走路
- スリップウェイ：埋立地南端、阿久比川河口付近に水上飛行機用のスリップウェイを設ける計画[5]。

## 都市計画の概要
旧市街を除く乙川地区一帯と亀崎地区の一部を含む約164万坪（約541.2万平方メートル）を対象とする都市計画が立てられた。この計画の中で中島飛行機は8つの住宅地に5000人分の住宅を造り、21群15000人分の独身寮を確保することになっていた。福利厚生施設として付属病院と生活協同組合の売店が計画されており、従業員に牛乳と肉を供給する専用農場の設置まで考えられていた。

### 都市計画と実際

#### 完成施設
- 平地二寮（全体計画図のJ）
- 平地国民学校（全体計画図のK）：現在の半田市立乙川東小学校。
- 平地一寮（全体計画図のL）
- 平地住宅地区（全体計画図のM）
- 上苗代寮（全体計画図のR）
- 大池住宅地区（全体計画図のU）
- 大池寮（全体計画図のW）：海軍の兵舎
- 一草寮（全体計画図のY）
- 新池寮（全体計画図のZ）
- 下長根寮（長根寮）（全体計画図のa）
- 高根寮（全体計画図のi）：海軍整備隊の兵舎、現在の半田市立亀崎中学校
- 一本木住宅地区（全体計画図のm）
- 籠池寮（全体計画図のp）
- 上池住宅地区（全体計画図のr）[11]

#### 未着工施設
- 病院（全体計画図のB）
- 末広寮（全体計画図のC）
- 生活協同組合売店（全体計画図のD）
- 浜田寮（全体計画図のE）
- 粺田寮（全体計画図のH）
- 大田面寮（全体計画図のI）
- 天王寮（全体計画図のN）
- 東寄路鳥寮（全体計画図のP）
- 東無事原寮（全体計画図のQ）
- 東長根寮（全体計画図のS）
- 飯森住宅地区（全体計画図のT）
- 高根住宅地区（全体計画図のX）
- 海老根寮（全体計画図のV）
- 無事原寮（全体計画図のb）
- 長根住宅地区（全体計画図のd）
- 大傳根寮（全体計画図のf）
- 横川寮（全体計画図のg）
- 二根寮（全体計画図のh）
- 葭池寮（全体計画図のj）
- 大高寮（全体計画図のk）
- 大矢知住宅地区（全体計画図のn）
- 国民学校（全体計画図のq）[11]

その他、上池住宅区の北部の高地には太田に倣って社員倶楽部の開設も計画していたが、全くの夢物語に終わった。

## 既存工場の買収・借用

### 山方工場
全体計画図上のA。

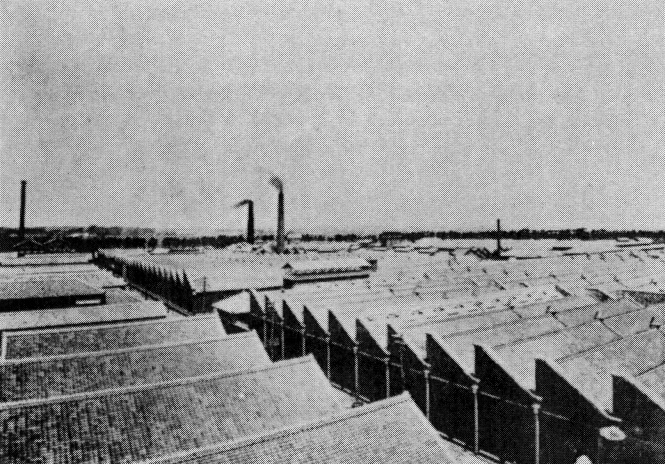
大正時代の東洋紡績株式会社知多分工場、後の中島飛行機山方工場

山方（やまがた）工場というのは、当初の半田製作所新設計画には入っていなかったが、転用すれば即戦力になることに注目して買収を申し入れて入手した工場。当時、半田製作所本工場の南に阿久比川を挟んで隣接していた、東洋紡績の知多工場（現在の半田市東洋町）がそれである。
当時の東洋紡績では企業整備令により、古知野工場・四日市富田工場の最新鋭機をここ知多工場に集約し、工場がようやく全面稼働を始めたところでこの買収申し入れがあったため、売却は到底考えられないとの回答だった。その後何回となく会談が行われたが主張は平行線のまま時が過ぎたが、ある日一転して買収がきまった。
東洋紡側からの売却条件は次のようだった。
一、運動場を含む約6万坪全部の土地
一、紡績関係に使用している建物の全部
一、従業員用社宅の建物の全部
一、従業員用寄宿舎の全部
一、売店、その他の建物の全部
一、病院関係の建物、器具および備品の全部
一、阿久比川の伏流水取水のためのポンプ場、送水管およびこれに関する一切の権利
一、東洋紡の退職者で希望する者は全員受け入れること
以上の資産を1700万円で譲渡するとのことだった。
このような条件で買収問題は解決した。なお第7項のポンプ場、送水管およびこれに関する一切の権利は、後年半田市の要望により半田市に移譲された。
この山方工場入手により半田製作所が本格的に生産を始めた時は、仕上部品、熔接部品、銅工部品の部品工場、主翼桁職場、塗装と鍍金および、燃料槽の防弾加工等の特殊加工工場、天山胴体組立職場、彩雲胴体組立職場、彩雲翼組立職場等の職場を展開できた。
また食堂はそのまま直に開設できたし、寄宿舎もそのまま徴用工用に使用できた。

### 山田紡績工場
葭野（よしの）工場（現在のDCMカーマ21半田乙川店、全体計画図上のF）・内山工場（現在の三洋堂書店乙川店・サークルK、全体計画図上のG）の賃貸。2〜3回社長の自宅に伺っただけで賃貸の件をまとめることができた。契約期間十年、返還の際は中島の責任において復元するという条件だった。
葭野工場は製図場、彩雲の翼の組み立てと部品の製造、内山工場は本工場建屋完成前の準備作業、完成後も木工場として使用された。

### 都築紡績植大工場
阿久比町植大にあった都築紡績植大工場（現在のアピタ阿久比店、全体計画図の範囲外）は、昭和17年以前は綿織布工場だったが、戦局の進展に伴い人手不足や綿糸の輸入減が影響し、さらに追い打ちをかけるように織機の供出も始まった。そのような状況の中、賃貸借契約が結ばれた。その条件は次の通り。
一、期間は契約後十年とする
一、返還時に中島の責任において復元すること
一、賃貸料は月額二万五千円（当時）とする
入手した工場は早速改修され部品工場となった。

### 大日本麦酒半田工場

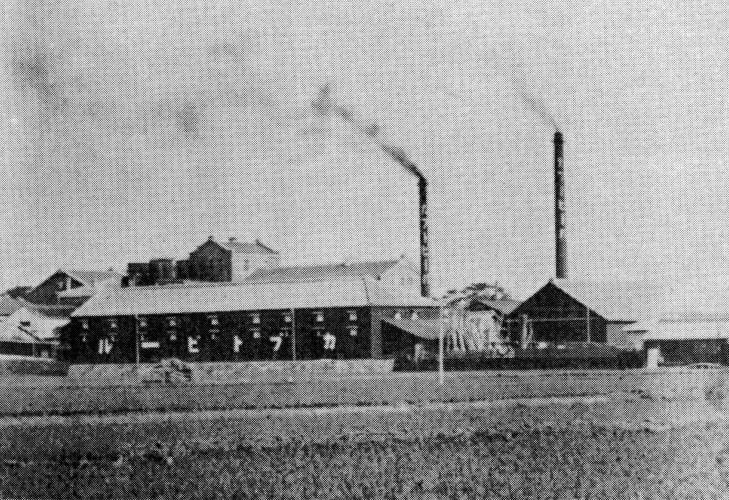
大正時代の加富登麦酒株式会社半田工場、後の中島飛行機衣糧倉庫

全体計画図上のt。半田市榎下町にありカブトビールを生産していた大日本麦酒半田工場（現在の半田赤レンガ建物）も中島に買収された。
半田へ進出した中島の従業員は毎月増加の一途を辿っていたので食料保存用の倉庫が必要となり、特に大型の冷蔵庫がほしかったので社員寮を含めて衣糧倉庫として買収された。
買収金額は450万円ほど。
買収後、この工場には厚生課の本拠が置かれた。給食に必要な副食物、調理用の燃料等の調達、7つの寮の管理運営の一切、105号棟に設けた理髪室等、慰問班、貸出文庫等は厚生課の担当だった。

## 専用側線と乙川駅

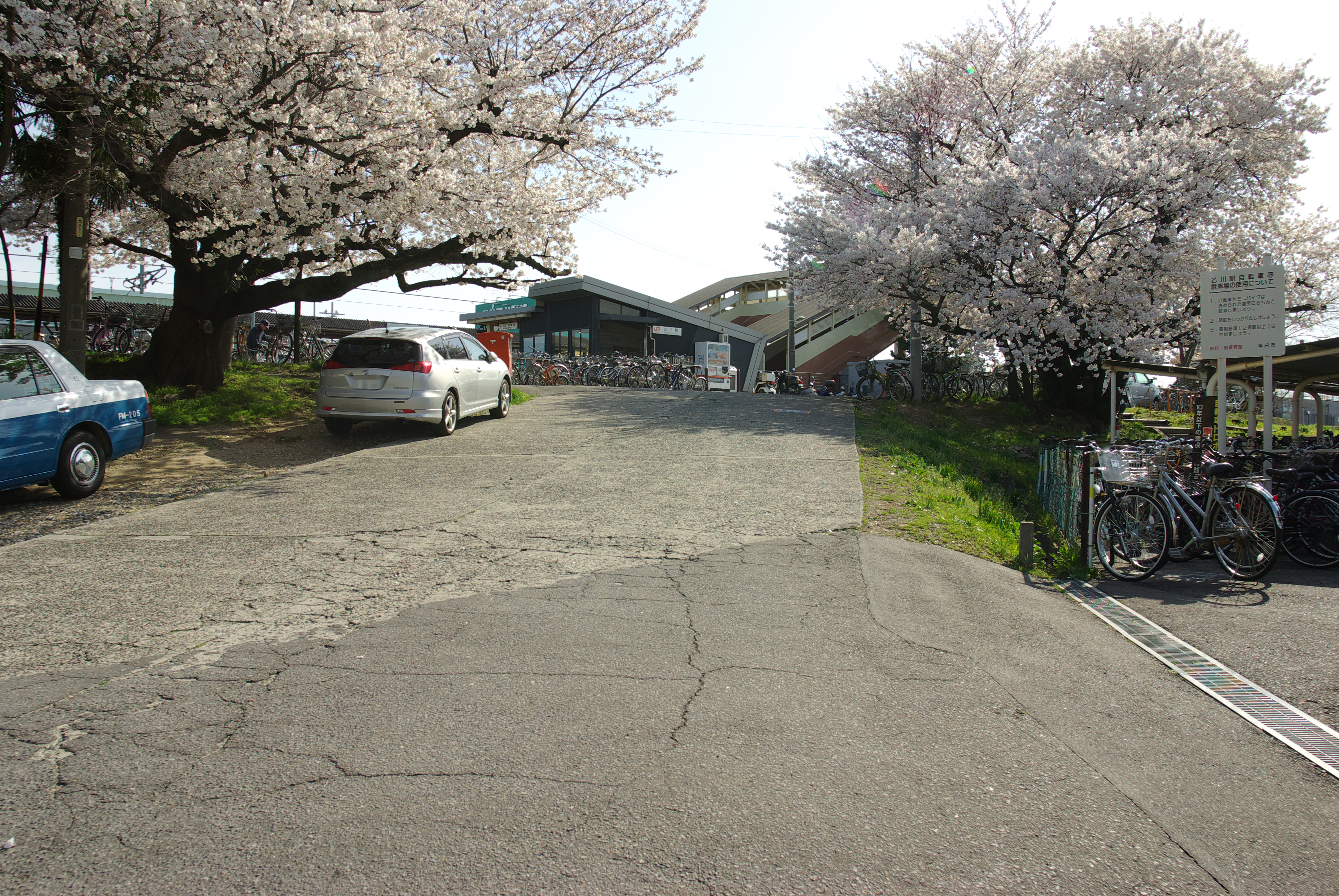
嵩上げ工事の証拠とされる乙川駅前の坂道（2014年）

半田製作所の至近位置にあった武豊線乙川駅は1933年12月7日、無人の簡易駅で開業していた。
一方で、半田製作所が生産活動するには材料・部品・支給品等の鉄道輸送が不可欠だった。乙川駅からの専用側線引き込みの手続きを鉄道省に申請したところ、乙川は駅ではなく信号所であり、信号所からは専用側線は出せないとの回答だった。
正式の駅にできない理由は、乙川から阿久比川鉄橋までの距離が短く、今の勾配では客車を連結した列車を牽引して蒸気機関車が登りきれないから停車できない、つまり機関車が停まれないから駅にはできないとのことだった。当時乙川にはガソリンカーしか停車できなかった。
そこで機関車が停まれ、正式の駅になれるように、乙川駅一帯を土盛りして高低差を少なくすることになった。費用一切を中島が負担して半田市と連名で所定手続きの上、嵩上げ工事を実施、駅舎も新築した。同時に貨車留置線も多車線設けて国鉄へ寄付した。
この乙川駅嵩上げ工事には海底からの泥は使えなかったため、横松地区からのケーブルを用いた盛土運搬によったという。
現在も残る駅舎前の急坂は、乙川駅の嵩上げの証拠である。
乙川駅は1944年4月駅本屋新設営業開始、ホーム延長および貨物側線新設、1945年5月中島飛行機専用線車扱貨物の取り扱いを開始した。

## 航空機の生産

### 生産全般

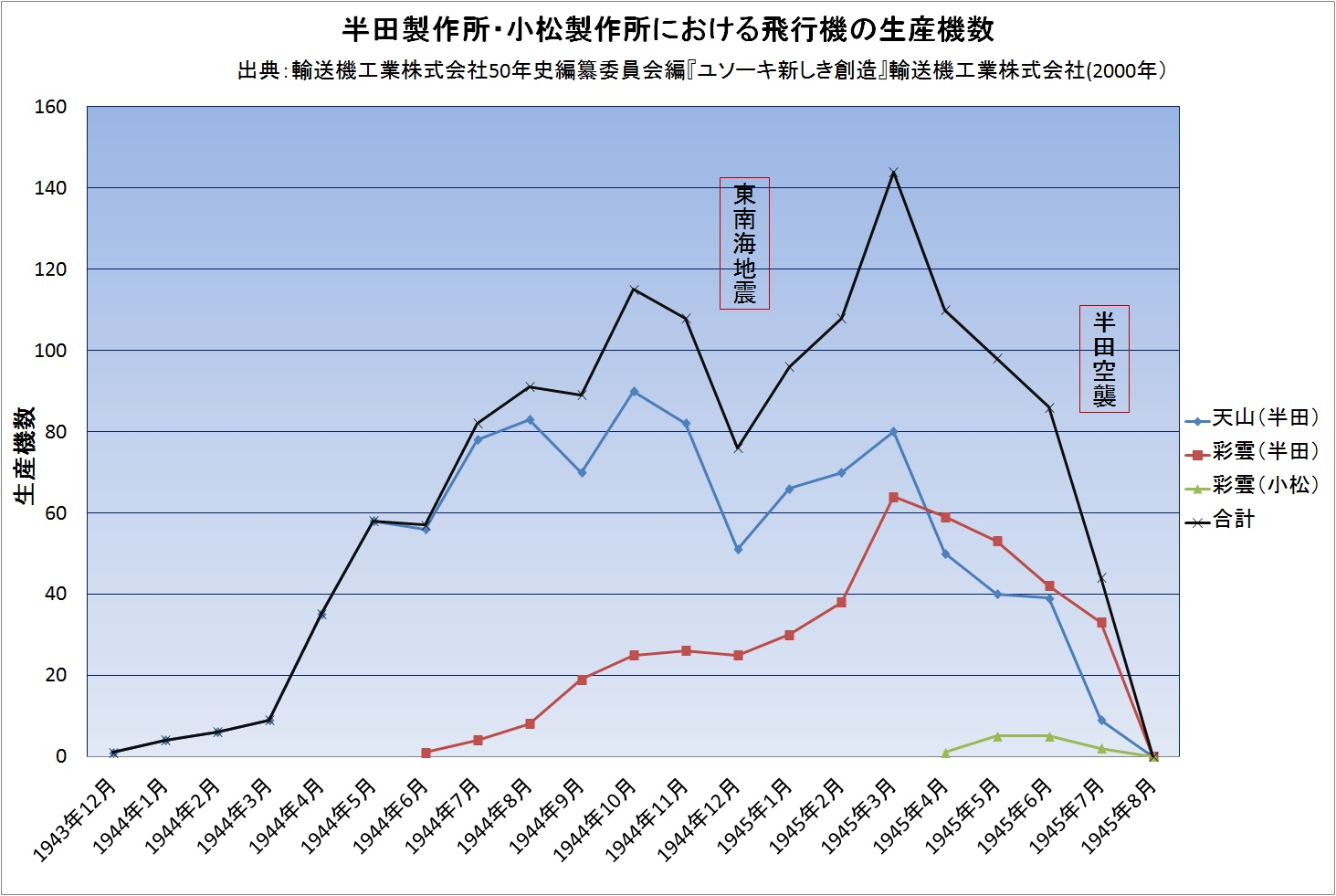
天山・彩雲の生産機数

1944年1月から終戦にいたるまでの間に半田製作所は、政府発注2411機に対して1417機の機体を生産した（小松工場分を含む）。
生産が開始されフル操業に入るに従い、1944年5月までの間は生産能力が高まり生産数は増加した。1944年6月には彩雲の生産を始める準備のため生産が減った。1944年12月の東南海地震のために建物や内部施設は大きな損害を被り、これによって生産能力は著しく減少した。このことが1月の生産減少をもたらした。その後の急速な復旧によって3月の総生産数は140機を越え、半田製作所の月間最高記録となった。
半田での3月の生産は、その月の日本の航空産業総生産の約7%を占めていた。1945年5〜6月、生産数はかなり減少した。その理由は生産を天山から彩雲に切り替えるので設備の転換を決めた結果、生産が減ったことにもよる。だが主としては部品の供給が一時的に滞ったためである。7月にはその障害が取り除かれたが、7月の空襲によって生産数は減少し続けた。
1945年1月にはアルミニウムの所要量を減らすため、胴体部のアルミニウム板の代用品として鋼板が使われた。その結果重量は10〜15%増加した。ほぼ同じころ、翼の先端部や操縦席の計器盤には金属の代わりにベニヤ板が使われた。同様にニッケル、クロム、マンガン等が一層乏しくなってきたのでシリコンマンガン鋼やニッケルクロム鋼の代わりに炭素鋼が使われた。
代用品を使うことについては、海軍の推薦によるものであったから、製作所自身はなんら代用品を使うことについて実験を行わなかったという。
当初の計画では、全体組立が終わると飛行機は本工場の真東に延びる直結道路を通って飛行場まで運ぶことになっていたが、本工場内の埋め立て工事が完成していなかったためその直結道路も使えなかった。
そこで代わりに使用したのが現在の国道247号線だった。国道の幅は最初は15メートルしかなかったがこれでは飛行機が通らないので16メートルを中島が寄付して31メートル幅の道路にした。そのとき飛行機を飛行場まで運んだのは牛だったという。
なお飛行機運搬に使った道路幅は現在の247号線にも踏襲され、本工場跡に面した所が幅広となっている。
本工場内の飛行場は離陸専用だったため、半田で完成した飛行機は充分整備の上、当初ここから鈴鹿航空隊へ、後に岡崎航空隊に空輸して、再度充分に点検整備の上、海軍の領収検査飛行を受けて合格、海軍への納入手続きをして引き渡しを完了する手順であった。
なお米軍は戦争中、半田製作所で天山・彩雲のほか、Rufe（二式水上戦闘機）やZeke（零式艦上戦闘機）生産の情報を得ていたが、いずれも戦後間違いであったことを確認している。

### 天山の生産

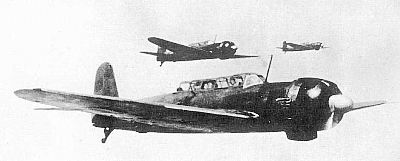
艦上攻撃機天山

1943年1月末に主要建物を建て半田製作所開設となったが、飛行機の生産はまだだった。1943年9月に至り、小泉製作所で生産中の艦上攻撃機天山の半田移行が予定に従い実行された。
半田での職場配置は、部品工場、胴体組立職場、塗装等特殊作業工場は買収した山方工場に、翼組立職場は本工場2A棟東端北部に、整型工場は計画通り5号棟西部に開設し、全体組立は暫定的に5号棟西部の南寄りに展開。
半田第1号機は1943年12月8日に完成。終戦までに月産最大90機、平均月産49機、総生産機数は977機となった。

### 彩雲の生産

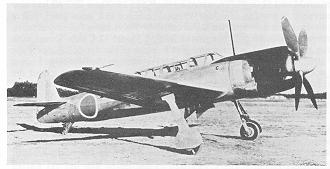
艦上偵察機彩雲

彩雲は日米開戦後に試作命令が出て、設計、試作合格、量産化して戦力となった唯一の海軍機だった。通常試作機は諸性能が要求を満たしているかの試験飛行用に8機生産が普通だが、半田製作所の工場建物の完成との関係もあり、引き続き量産機を20機、計28機までをそのまま小泉の試作工場で生産し、以降が半田で生産された。
半田での生産機数は、小松の13機を合わせて440機。半田第1号機は1944年6月に完成。
1945年になると軍需省から内命が下りていた工場疎開の話が具体化し、1月には彩雲の生産の一部が小松市の疎開工場に移された。

### 連山の設計

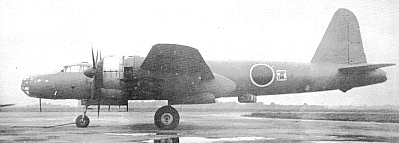
陸上攻撃機連山

天山・彩雲の生産のほかに、4発陸上攻撃機連山の生産計画があり、工場には原寸大の胴体模型が置かれ、製図作業が半田高等女学校で進められた。
しかし材料不足などの理由で計画は中止になった。なお試作機は中島の小泉製作所で4号機まで製造された。

## 半田製作所の労働

### 雇用の全般

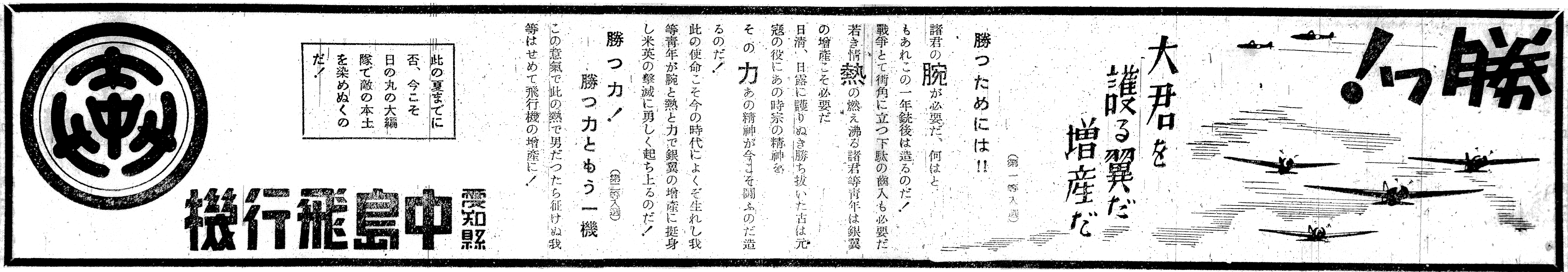
当時連日のように新聞紙上に掲載された半田製作所の求人広告の例

天山の生産を始めるころ、小泉製作所からの転勤を募ったが、経済統制下、未知の土地で不安から転勤を希望する人が集まらず、第一次生産要員は500人ほどだった。
米軍の報告書によると雇用に関して次のようにある。1943年12月の徴用工の入職にいたるまで従業員の増加は緩やかなものだった。1944年の初めには徴用工の増大と最初の動員学徒のために全従業員数は激増した。1945年2月には全従業員数28569人でピークに達した。
1944年6月には2交代制が採られた。しかし1944年10月において2%以下というごく少数の従業員だけが夜勤で働いていたにすぎない。1944年11月には3交代制が採られ、1945年5月まで続いた。3交代制の最盛期だった1945年1月には全体の5.5%が夜直（16時〜0時）で、4.5%が深夜直（0時〜8時）で働いていた。
一方で、勤務に関して、始業が7時30分、理由があれば定時あがり自由だったが、2時間の残業が普通で4時間残業も珍しいことではなかった。日曜・休日全くなしということもあった、とする証言があり、また全員泊り込み作業（徹夜作業）がしばしば行われたという証言もある。徹夜作業といっても、夜食後、午前3時〜4時に作業から上がって入浴・仮眠させなければ身体が続かないので山方工場の寄宿舎と浴場が徹夜作業者用にあてられたという。
徹夜作業をすると、夜中の12時から食堂で食器に一杯の雑炊が出た。それを目当てに希望者が多く、交代制にした、という証言がある一方、1945年1月だったか、二直制、三直制勤務といわれ約1週間実施したが不都合が多く、すぐに全員一直、長残業制に戻した、とする証言もある。
一方で、給料の支給額は当時としてはかなりの高額であったという（旧制中学卒、経験年数1年9カ月で支給総額144円80銭、手取125円。昭和20年8月分）。

### 徴用動員と応徴士
太平洋戦争開始後、軍需生産の増強と労働力不足によって、徴用動員の適用が急速に拡大された。多くの半田市民が中島に徴用されたほか、県外からの遠方応徴士も増える。特に京都の西陣織関係者約2000人が1943年ごろ集団で半田に動員された。その他、群馬・埼玉・新潟・朝鮮半島咸鏡道などからの応徴士も多かった。敗戦時の記録では半田製作所への徴用者数は4731人とされる。
宿舎には当初、寺院や紡績工場の寮があてられ、やがて家族を持つ徴用者のために住宅地が建てられたが不十分であった。東南海地震では17人の応徴士が犠牲になった。

### 学徒勤労動員

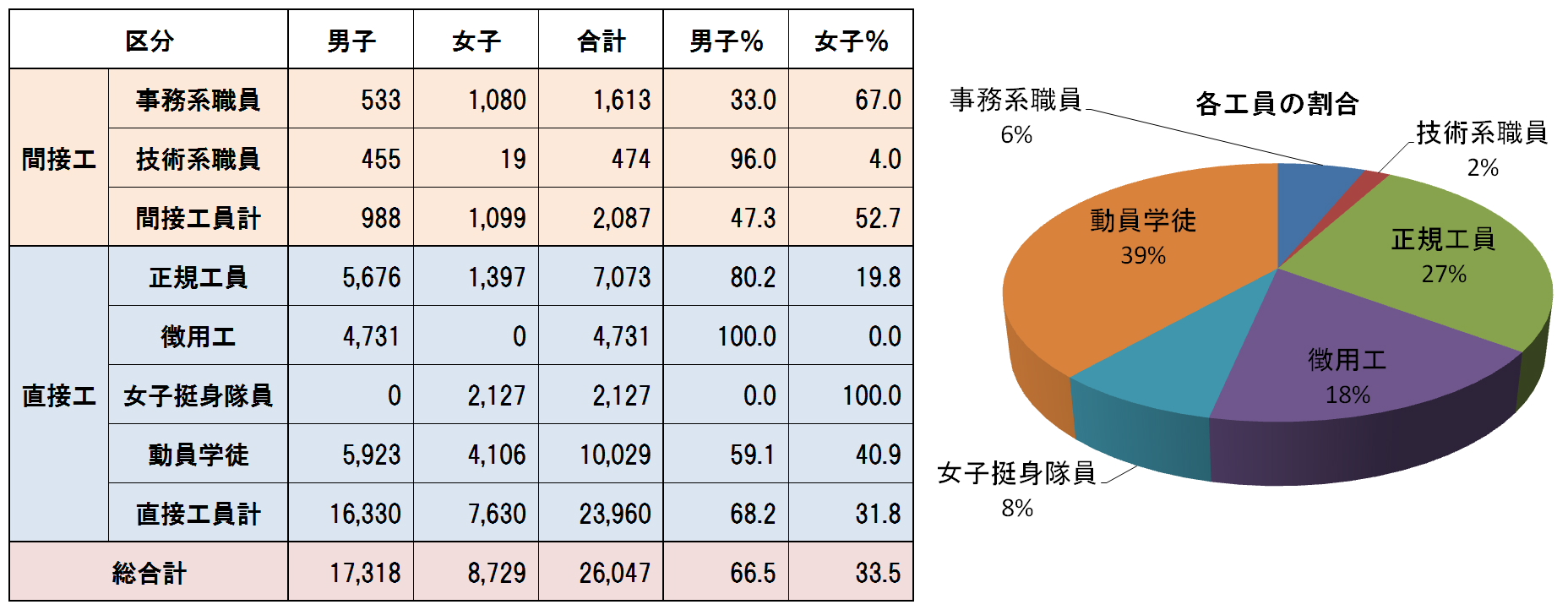
中島飛行機半田製作所の従業員数（1945年8月）

1944年3月の閣議決定により中等学校3年生（現中学3年）以上の生徒と旧制専門学校・高等学校・大学の学生は原則として4月から授業を停止して1年間、工場・軍事施設・食糧増産に動員できるようになった。いわゆる学徒勤労動員である。10月には中等学校低学年と国民学校高等科（現中学1〜2年）の少年少女たちも動員できるようにされた。
1945年2月の半田製作所の総従業員数は28569人であり、そのうち学徒数は約12000人で42%にあたる。卒業や引揚で減少した1945年8月でも総数26000人のうちの約10000人、39%であり、東海地方では最大の学徒工場だった。愛知県には他府県の学徒が約20000人の大量動員されたことが特色だが、中島飛行機半田製作所はさらに特別であり、動員学校68校のうち、43校約7000人（延べ）が県外動員だった。
100人以上の学徒派遣校は次の通り。
愛知県
半田中学校（810人）、半田商業学校（460人）、半田高等女学校（600人）、半田家政女学校（120人）、横須賀高等女学校（500人）、豊橋高等女学校（300人）、豊橋家政女学校（260人）、松操高等女学校（170人）、愛知実修高等女学校（150人）、名古屋商業実践女学校（150人）、桜花女子商業学校（130人）、中京実業女学校（140人）、半田第一国民学校（340人）、乙川国民学校（340人）、亀崎国民学校（220人）、成岩国民学校（170人）、片葩国民学校(120人）、大府町第一国民学校（150人）、横須賀国民学校（250人）
岐阜県
岐阜師範女子部(120人）
福井県
福井商業学校（180人）、敦賀商業学校（160人）
東京都
中央工業専門学校（180人）、研数専門学校（290人）
山梨県
日川中学校（150人）、韮崎中学校（120人）、甲府商業学校（140人）、栄和高等女学校（100人）
京都府
京都第三中学校（750人）、烏丸商業学校（300人）、園部中学校（200人）
香川県
香川師範男子部（180人）、香川師範女子部（360人）、観音寺商業学校（200人）、三豊中学校（124人）、尽誠学園（300人）
徳島県
徳島師範女子部（250人）、池田中学校（150人）、撫養中学校（140人）
愛媛県
三島中学校（100人）、子安中学校（200人）
高知県
高知師範女子部（138人）、高知市立商業（100人）、城東商業（110人）
鹿児島県
鹿児島第一中学校（400人）、鹿児島第二中学校（289人）、鹿児島市立中学校（219人）、私立鹿児島中学校（380人）、川内中学校（201人）
作業の内容は一般工員が行う多種多様の身体労働。胴体や翼組立（金属機材に電気ドリルで穴をあけエアハンマーで鋲を打ち込む作業が主、多くの人数を必要とした）、部品や計器類の艤装、部品の整理、部品溶接、部品型抜き、部品削り、塗装、防弾ゴム貼り、脚・滑車等の取り付け、電気、進捗係、検査、製図、プレス、農園（健康回復までの一時作業）。
東南海地震では山方工場で86人、葭野工場で10人、7・24空襲では平地女子寮で直撃弾を受け14人が犠牲となった。身障者になるほどの重傷を負った生徒も多い。
地震以後は半田高等女学校の生徒は学校に戻り学校工場で敗戦まで働くことになる。
1944年5月、学校工場化実施要綱が制定され、半田高等女学校も第一次学校工場の指定を受けた。学校で中島飛行機の部品生産を行うことになり、校舎の北側に工場を急造し、校長を工場長とする独立工場の体裁をとった。作業は骨組だけの補助翼を麻布で覆い塗料を塗るというものであった。
なお、当時動員学徒だった有名人に、田村高廣（京都第三中学校）がいる。

### 女子勤労挺身隊

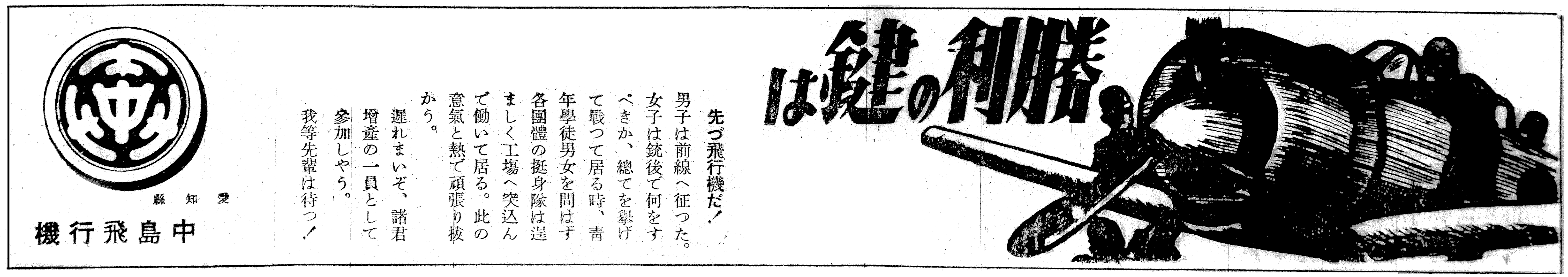
新聞紙上に掲載された半田製作所の求人広告の例。挺身隊に対する呼びかけとなっている

女子勤労挺身隊は、農村の娘たちを役場からの指名で動員された者と高等女学校の新卒者を対象とする。1944年8月に女子挺身勤労令が勅令として公布されて以来急増。
半田高等女学校の1944年3月の卒業生のうち進学者を除く全員が中島に動員された。1945年3月の卒業生は前年から学徒として工場に動員されていたので身分上は学徒として継続された。
敗戦時に中島には2127人の挺身隊員が在籍。一番多かった作業は胴体や翼の組み立て作業でリベットを打ったり、当て板で支えたりという身体労働だった。遠方からの隊員の宿舎はほとんどが平地女子寮だった。
東南海地震では3人が犠牲、7・24空襲では平地女子寮で直撃弾を受け14人が犠牲となった。

## 半田製作所と2度の地震

### 昭和東南海地震
1944年12月7日午後1時36分、志摩半島の南南東約20kmを震源地としてマグニチュード8.0の昭和東南海地震が起きた。半田市は震源地から160km以上離れていたが、震度は6以上だった。各地に地割れが発生し、阿久比川と半田港に囲まれた低湿地帯では液状化現象の発生を示す噴砂・噴泥・噴水があった。干拓地である山方新田・亀洲新田・康衛新田に被害が集中し、中島飛行機山方工場などが倒壊した。
半田市内の死亡者は188人だったが、そのうち153人が中島飛行機で働く人々だった。そのうち96人が動員学徒、37人が従業員、17人が徴用工、3人が挺身隊の順。
山方工場では約130人の犠牲者を出した。「見ると、つい今まで無数に立ち並んでいたレンガ壁の工場の建物はことごとく崩れ落ちていて、あの広大な中島飛行機半田製作所山方工場は一望の廃墟と化し、その彼方にいまは江川堤の松並木が黒々と見えていた」という。
葭野工場では20数人の犠牲者を出した。機械工場と仕上げ工場が崩れ落ち、次いで隣の木造工場が砂煙をあげて倒壊した。
本工場では地盤が沈下し液状化現象も発生したが、鉄骨づくりの建物だったので倒壊は免れた。治具など飛行機生産施設には甚大な被害を被ったが、死者はなく、数十人の負傷者でことなきを得た。
救出活動や遺体の搬送は、当時、中島に派遣されていた400人近い整備兵などの軍隊と、清水組の下請けの朝鮮人労働者があたった。
犠牲者が多く、しかも火葬場が壊れたため、遺体は隣接の北谷墓地（現柊町市営墓地）で野焼きにされた。丘の麓に溝を掘り、藁や木材を並べた上に遺体を置いて点火した。しかも警報が出るたびに作業を中断するので、全部終わるのにまる二日間かかった。
ちなみに東南海地震によって名古屋市内でも大きな被害が出たが、死亡者は半田市より少なく、121人だった。

### 三河地震
1945年1月13日、マグニチュード7.1の三河地震が発生。このときは工場建物の被害は軽微だったが、治具に狂いが生じ、生産に大きな障害となった。
地震で甚大な人的被害を出した半田製作所であったが、1月から生産を上昇傾向に戻し、月産生産台数の最高記録は地震後の1945年3月に出す。「熟練工」となった学徒が卒業で半田を去る直前の月だった。

## 軍需工廠化
1945年3月、中島飛行機は軍需工廠となる準備のため、大騒ぎとなった。一般従業員にとって全く唐突なことであり、服務規程の制定・組織編成の策定・人事資格の決定などの仕事に振り回されることになり、従業員の作業意欲を阻害する面が大であったという。
4月1日に第一軍需工廠の官制が施かれ、半田製作所は第一軍需工廠第三製造廠となった。そして第三製造廠として組織編成が制定公布されたのは6月1日だった。
軍需工廠になったからといって特に仕事がやりやすくなったわけではなかった。ただし半田製作所にいた若い将校ら軍人達からの口出しが少なくなり、自主的な規律が守りやすくなったことは確かだったという。理由は半田製作所の諸職員が官制上、上位の位に就いたためである。
所長は廠長となり少将相当官、部長は参事または一等技師主事となり大佐〜中佐相当官、課長は二〜三等技師主事となり大尉〜中尉相当官・・・と、従来威張っていた中・少尉の監督官補佐や監理官が位負けになったからである。憲兵分遣隊長に至っては伍長にすぎないから威張れる余地はなくなったわけである。

## 半田製作所の疎開
政府の勧めにより1944年12月には半田製作所の疎開が計画されたが、1945年7月より前には空襲がなかったことから警戒心も生まれず、実際の疎開措置は終戦までの間、大規模に行われることはなかった。岡崎・小松・伊那の3つの主な疎開工場が計画された。
以前から半田で完成した飛行機を引き渡していた岡崎工場では、彩雲の月産20機が可能な最終組立施設を1945年10月までに完成させる予定だった。
長野県の伊那分工場は、1946年3月操業を見込み、完成時点では月産50機の彩雲組立が十分可能な設備が活用できるはずだった。
小松分工場は1945年12月完成予定で生産能力は彩雲の月産70機、石川県と富山県の各地に9か所の工場を含む予定だった。小松の佐美町にある佐美工場には1945年3月末に半田から何台かの機械が移設されていた。天山は旧式化したと考えられるようになり、疎開はされず半田製作所に残された。

## 半田空襲

### 7・15空襲

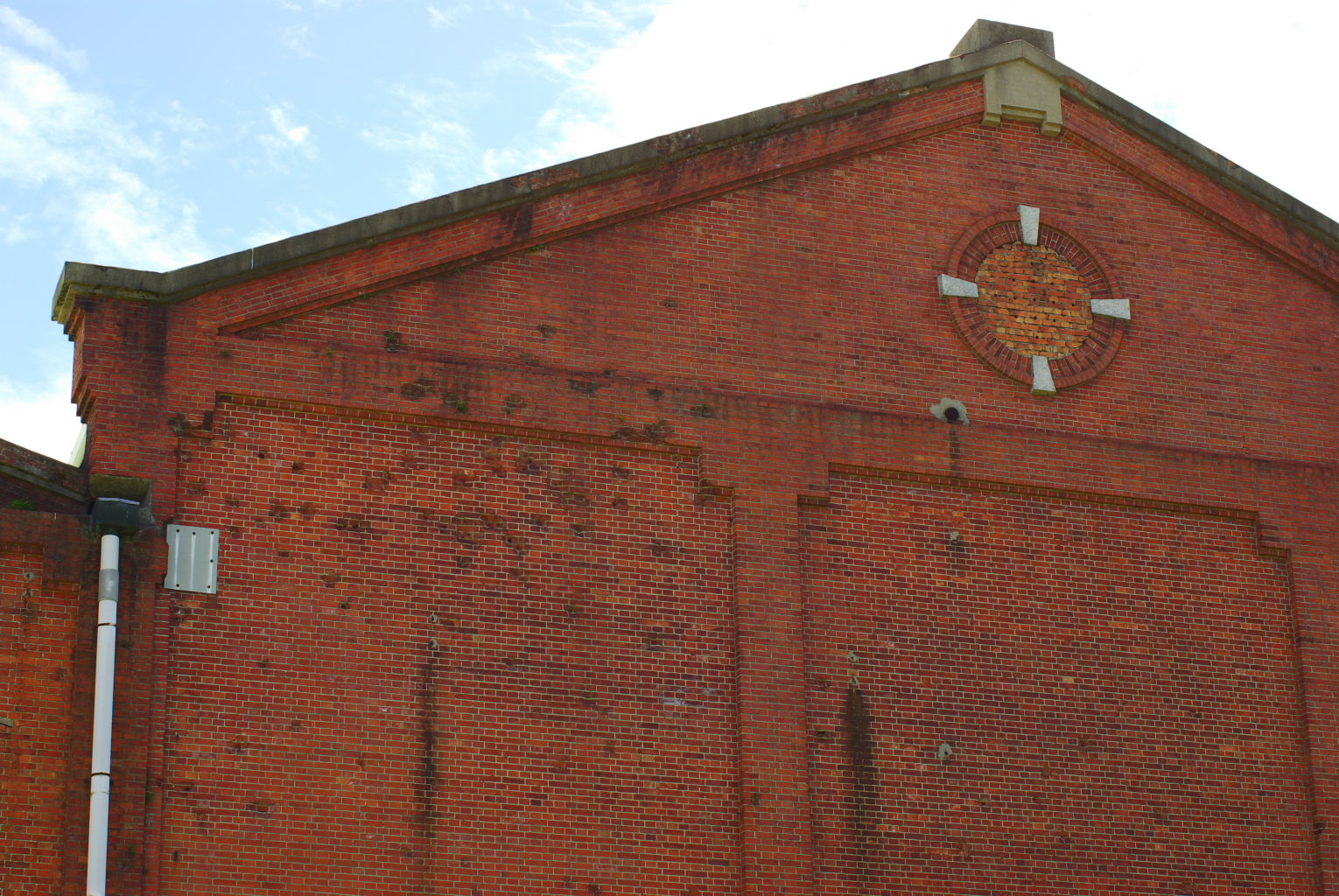
7・15空襲で半田製作所衣糧倉庫に浴びせた機銃掃射痕。現在の半田赤レンガ建物

1945年7月15日、半田市への本格的初空襲。戦闘機P51十数機によるもの。この日は名古屋市にもP51約100機による攻撃が行われており、半田攻撃もこの作戦の一部だったとみられる。12時半ころ空襲警報が発令され、敵小型機が志摩半島南方海上より知多半島に向かっているとの情報がラジオで流れた。13時ころか、3〜6機編隊に分かれたP51が三波にわたって半田上空に現れ超低空での旋回を繰り返し、急降下による機銃掃射を浴びせた。
8名の市民が犠牲になった。また半田製作所衣糧倉庫で機銃掃射により火災が発生し、一部が焼失する被害があった。現在も半田赤レンガ建物の北面には多数の機銃弾の弾痕が残っている。

### 7・24空襲

#### 爆撃の推移
1945年7月24日、マリアナ基地からB29が600機、硫黄島、沖縄、航空母艦から小型機が1400機発進した。B29は、大阪・名古屋・桑名・和歌山・半田の5目標（主要軍需工場）に分かれ、小型機がその前後で援護攻撃を行うというものだった。
7月24日早朝から太平洋沿岸に小型機約300機が活動中との情報がラジオで流され、警戒警報と同時に半田製作所の全従業員は出勤停止となり、自宅・寮で待機せよとの指示が出された。通常は警戒警報で注意勤務、空襲警報で避難または出勤停止の指示が出されるのだが、7月24日に限り空襲必至という前述の状況から警戒警報で出勤停止としたのだった。
この日マリアナ基地を出発したアメリカ第20軍第314爆撃部隊のB29 78機は、潮岬から紀伊半島を東海岸に沿って東北に進み、松阪付近から侵入体制をとり、伊勢湾を横断して午前10時半頃、第1波が武豊町方面から半田市上空に達し、康衛町の一部と中島飛行機山方工場に対し爆撃を開始。B29 78機の編隊は高度4500〜6000mほどの上空から爆撃を開始し、250kg爆弾2149発、1t爆弾数発を投下した。雲量が8/10〜10/10であったのでレーダー観測よって実施されたという。しかしB29が肉眼ではっきり見えたと語る人も多い。爆撃時間は計18分とされB29側の被害は対空砲火により2機がわずかな損傷を受けたのみだった。
数波に分かれたB29による爆撃の直後からP51・P38などの小型機が来襲し、機銃掃射を浴びせて、さらに死傷者を増大させ、救援活動を妨害した。小型機の攻撃は夕刻まで続けられた。

#### 死傷者・被害件数
被害の実態、特に死傷者数については基礎資料がなく、今後の調査でさらに増加することも考えられる。各資料の被害数は次の通り。
| 資料名                   | 死者 | 負傷者 | 罹災者 | 全焼 | 全壊 | 半壊 |
| ------------------------ | ---- | ------ | ------ | ---- | ---- | ---- |
| 愛知県警察史             | 134  | 200    | 1553   | 40   | 213  | 228  |
| 日本都市戦災地図         | 134  | 197    | 1520   | 30   | 213  |      |
| 半田空襲を記録する会調査 | 261  |        |        |      |      |      |

半田空襲を記録する会が調査した死亡者の内訳は、中島飛行機従業員120名（職員または本工27名、徴用工12名、朝鮮人徴用工48名、女子挺身隊13名、学徒20名）、半田市民121名、武豊町民14名、南知多町民1名、海軍整備兵5名。半田製作所の本工場のほか、従業員寮・住宅が主な被害地であった。。

#### 本工場・山方工場の被害
滑走路除く本工場には大型爆弾（1t）が8発、中型爆弾（250kg）が58発、小型爆弾が15発、投下・爆発。山方工場では大型爆弾が4発、中型爆弾が25発、小型爆弾が6発、投下・爆発。本工場1665発、山方工場25発とする文献もある。
死亡6名、負傷3名。工場建物全壊半壊等595000平方フィート。本工場の南側に多数投下。4号棟などが全壊し、6号棟の東半分が破壊。
滑走路付近も東はずれを中心に110発の爆弾が投下され、滑走路北の格納庫と整備工場がほぼ全壊。滑走路内にも多数の爆弾跡が残された。飛行場で整備中の完成機10機あまりは全機延焼だった。一方この日の時点では5号棟は無事だった。
猛爆のわりに犠牲者が少なかったのは、出勤停止が指示され従業員のほとんどが就労していなかったことが幸いした。ただ徹夜勤務の残留者と防空関係者の一部から犠牲者がでた。
また滑走路に隣接する新居町地区にも250kg爆弾約100個の猛爆があった。

#### 一本木住宅地区・大池寮周辺の被害
爆弾数191発。一本木地区死亡36名以上、七本木池周辺死亡12名。
七本木池東岸には中島の一本木住宅地区があり、南岸には海軍兵の大池寮があった。
七本木池には大きな水柱が上がり、一本木住宅地区に約50件建っていた家は一軒もなくなった。この住宅地区は全体として建設途上にあったため防空壕が掘ってある家は少なかった。
爆撃後しばらくはゴーストタウンのようになり、人が近付かないほどだった。空襲直後に引き払った住人があるため、死者の実数はつかめていない。
一本木住宅地区の松林に航空用ガソリンを疎開していたところ、これが爆撃され、3日間ほど燃え続けた。次の爆撃の目標になるからすぐに消火するようにとの命令と地元住民の要求が出たが、ドラム缶が次々に爆発し危険で手がつけられなかったという。

#### 長根寮・新池寮付近の被害
爆弾数75発。死亡48名、負傷者多数。
横川池の南約500mに中島の長根寮があり、ここに朝鮮北部からの徴用工1200名が収容。寮には防空壕がなく、この日徴用工たちは横川池西岸の鬱蒼と茂っていた松林に避難したが、なぜかこの松林を狙い撃ちするかのように爆弾が投下。1t爆弾が投下されたうわさもあるが確証はない。1983年に土地造成中の横川池から250kg不発弾が発見されている。

#### 平地寮付近の被害
平地寮付近・新居町・祢宜町付近を合わせ156発。死亡27名、負傷者多数。
乙川大松町・花田町一帯に中島の女子寮として平地第一寮・平地第二寮があり、女子挺身隊と女子学徒が集団生活をおくっていた。爆撃のとき彼女たちは出勤停止指示が出ていたため出勤せず寮にいた。寮には防空壕が掘ってあったが、湧水が溜まっていたため、多くの学徒・挺身隊員は付近の植え込みの中やかぼちゃ棚の下などに避難したという。

### 7・27空襲
1945年7月27日の空襲では半田製作所本工場の5号棟が破壊。この日と24日の空襲によって工場の全屋根面積の41%が破壊され、爆弾穴だらけとなった。
5号棟は西側の一部を除き大半が爆撃されて残骸が野ざらし状態となった。幸い爆撃を免れた2A号棟・2B号棟は一部修理して使用できる程度だったが、内部は惨憺たる状況だった。
爆撃後1週間は生産が完全に止まった（6月と7月の完成機数は42機対33機で2割減、稼働日数30日対23日の2割と一致する）。
戦後来た米軍の話によれば、次回の爆撃は9月を予定していたという。

### 攻撃による生産妨害
7月の攻撃によって工場敷地よりも北にある多数の労働者の家が破壊された。それ以後は無断欠勤の割合が高くなった。本工の多くは群馬県の小泉から転勤してきたのだが、住宅破壊後、以前の郷里へと戻って行った。徴用工の一部も思い切って元の平和な仕事に戻ってしまった。製作所職員の概算では7月の空襲後常時1300人ほどの従業員が無断欠勤だった。
また攻撃後の第1週で80%、次の2週間で65%の生産損失があったと製作所職員は見積もった。

## 半田製作所の軍隊と防空対策

### 5種類の軍隊
中島・半田に関係する軍の人数は1945年2月現在で従業員数の1.4%（計算すると約400名）だった。軍の内訳としては、整備隊・工作隊・高射砲隊・監督官・憲兵隊の5種類である。
海軍整備隊とは第二相模野海軍航空隊（厚木航空隊から分離）に属し、高等科整備練習生を中心とするグループだった。実習訓練ということで派遣され、士官2名、高等科練習生（下士官）25名、兵30名の構成。兵舎は高根寮（全体計画図のi）と呼ばれた。業務は整備工場などで彩雲にプロペラや計器・燃料パイプなどを取り付け、空輸できる状態にすることだった。
海軍工作隊は中島の籠池寮に従業員たちとは別棟に約200人ほど居住し、横穴壕を掘ったり工場で作業したらしいが、詳しいことはわかっていない。
高射砲隊は、高射第二師団独立高射砲第47大隊に所属し、1945年6月に稲沢・刈谷と同時に半田に配属された。半田の防空陣地としては、中島本工場5号棟屋上、本工場外の東（工場南東の稗田川の湾曲したところ）、桐が丘、土井山などに設営されたといわれる。機関砲か機関銃程度であったらしく、半田空襲でもほとんど役に立たず、アメリカ爆撃機の被害は2機の軽い損傷だけだった。
監督官と呼ばれたグループは、名古屋海軍監督事務所に属し、半田の監督官事務所に常駐した。1945年1月の所員は、所長1名、海軍技術士官6名、事務員等4名、軍需監理官（東海軍需監理部所属）として陸軍士官が2名。業務は、海軍航空本部との連絡、諸々の製品の検査が中心。ただ軍需監理官も兼任したので、工場疎開、労働力確保、工具の補給、協力工場の拡大などの仕事もあった。
憲兵隊も頻繁に工場や寮を見回りに来た。

### 製作所側の防空対策
戦後の米軍の調査では次のように報告されている。
製作所の敷地内では地下に移転した部門はなかったし、火災の延焼を防ぐために解体された建物もなかった。1944年12月の地震で壊れた建物の片づけはあったが、来るべき空襲に備えて火災の延焼を防ごうという考えによるものではなかった。
製作所内では電力設備を保護するために耐爆風防護壁が設けられ、空襲から人員を守るために製作所敷地の外側に防空壕が掘られた。ラジオ放送局や海軍の電波探知局、地方警察署、製作所の持つ地方工場の見張所から入る電話、これらを利用して入念に作られた空襲警報体制があった。警報は製作所のサイレンや警報ベル、拡声器、各工場の監視員によって伝えられた。
製作所を積極的に防衛すべく22挺の高射機関銃を備えた警備隊が配属されていたが、空襲に対して闘うには有効でなかった。

### 阿久比町横松の地下壕
半田製作所の埋め立てや乙川駅のかさ上げで土採りされた阿久比町横松地区の山で、1945年ころになると今度はトンネル掘りが始まったという地元民の証言がある。
中島の飛行機部品を疎開させる倉庫代わりということで、ゆくゆくは地下工場にして飛行機を組み立てるといううわさがあったという。空襲があると防空壕代わりに使われ、半田からもたくさん避難民が来たという。
トンネルは8本あり、入口は幅5m、高さ3mくらいで松を杭木に使い炭鉱と同じ要領で80mだったという。
戦後ははげ山となり県事業でコンクリートの土留めができるまで大雨のたびに鉄砲水に悩まされた。壕内の松の木は戦後取り出して燃料に使ったという。

## 戦後の再生

### 富士産業の発足
1945年8月15日の夕刻、廠内緊急会議が開かれ、その場で「軍需廠は廃止」との指示が出た。8月17日には緊急措置令として「戦争状態終結に伴い、直ちに一切の軍需生産体制を中止し、国民生活の安定確保および交通通信関係復旧に全力を傾注すること」といった指示が次々と出された。
同じく8月17日、中島飛行機株式会社は業務の転換を明らかにするため富士産業株式会社と社名を変更。定款を改訂して事業目的を紡績・魚網・農具および車両の製造販売としたが、当面の緊急の業務は第一軍需工廠の整理業務にあった。
同日、半田製作所も富士産業株式会社半田工場と改称、8月末には従業員にそれぞれ退職金を支払い、解雇した。
富士産業半田工場では10月1日に整理部が編成され、小松・伊那などの各地に散在する施設や資材の管理・集積・処分の整理業務を開始した。これにより中島飛行機時代に生産した製品が小さな部品に至るまで細かく破壊された。

### 富士産業の解体〜輸送機工業
1945年11月24日、企業の解散や資産の処分を大蔵大臣の認可制とする制限会社令が発令され、富士産業も指定を受けた。そこで1946年4月15日、半田を含む15の工場はそれぞれ第2会社を設立し、15社に分割する案を大蔵省に提出した。しかしその案は不許可となり、15社を統一会社とする案を改めて提出した。
ところが1946年7月2日、GHQからの「富士産業株式会社整理等に関する覚書」により、15社に分割して各々の工場は第2会社として独立するよう、解体の指令が出た。
1946年9月6日には三井本社・三菱本社・住友本社・安田保善社の四大財閥本社とともに特殊会社の第一次指定を受け、富士産業は解体されることになった。
そして複数社への分割を内容とする再建整備計画（1950年5月31日認可）に基づき、1950年7月に半田工場は富士産業の第二会社として、愛知富士産業株式会社と称し、資本金3800万円をもって発足した。
1953年1月に資本金を4000万円に増資した後、8月には社名を輸送機工業株式会社に改めた。
本工場の敷地のうち、戦後は農地改革で未墾地は全て買収の対象となり、半田製作所に残される工場用地の境界は建物から東へ10mとなった。結果、凸凹になった境界線が永く輸送機工業の敷地境界線となった。

## 中島飛行機半田製作所々歌
「中島飛行機半田製作所々歌」は、1944年にレコードが作られた。ニッチク工業レコード。作詞：西條八十、作曲：信時潔、歌：伊藤武雄・安西愛子。
この曲の歌詞は、半田空襲と戦争を記録する会『半田市誌別巻 (半田の戦争記録)』半田市 （1995年）などの文献に収録されている。
このレコードのB面は、「突撃隊の歌」。
中島飛行機太田製作所への昭和天皇の行幸を記念して太田製作所々歌が作られたのを始めとして、小泉製作所にも所歌が作られていた。そこで1944年3月になり半田でも所歌を作ることが決定された。4月上旬、作詞を担当した西條八十が半田に来訪。5月1日、歌詞が到着。10月5日、曲が到着。11月4日の本工場を皮きりに11月6日まで4工場と主な寮で発表会を開催した。この時には所歌を吹き込んだ伊藤武雄・安西愛子も来演してくれ各会場とも盛会裡に終わった。この発表会以後、工場の休憩時間や夜の寮の食堂で所歌と「突撃隊の歌」を流して、その普及・浸透に努めた。また工場への通勤時、従業員は列を組み、所歌を歌うのが常だったという。

## 製作所の遺産

### 本工場跡

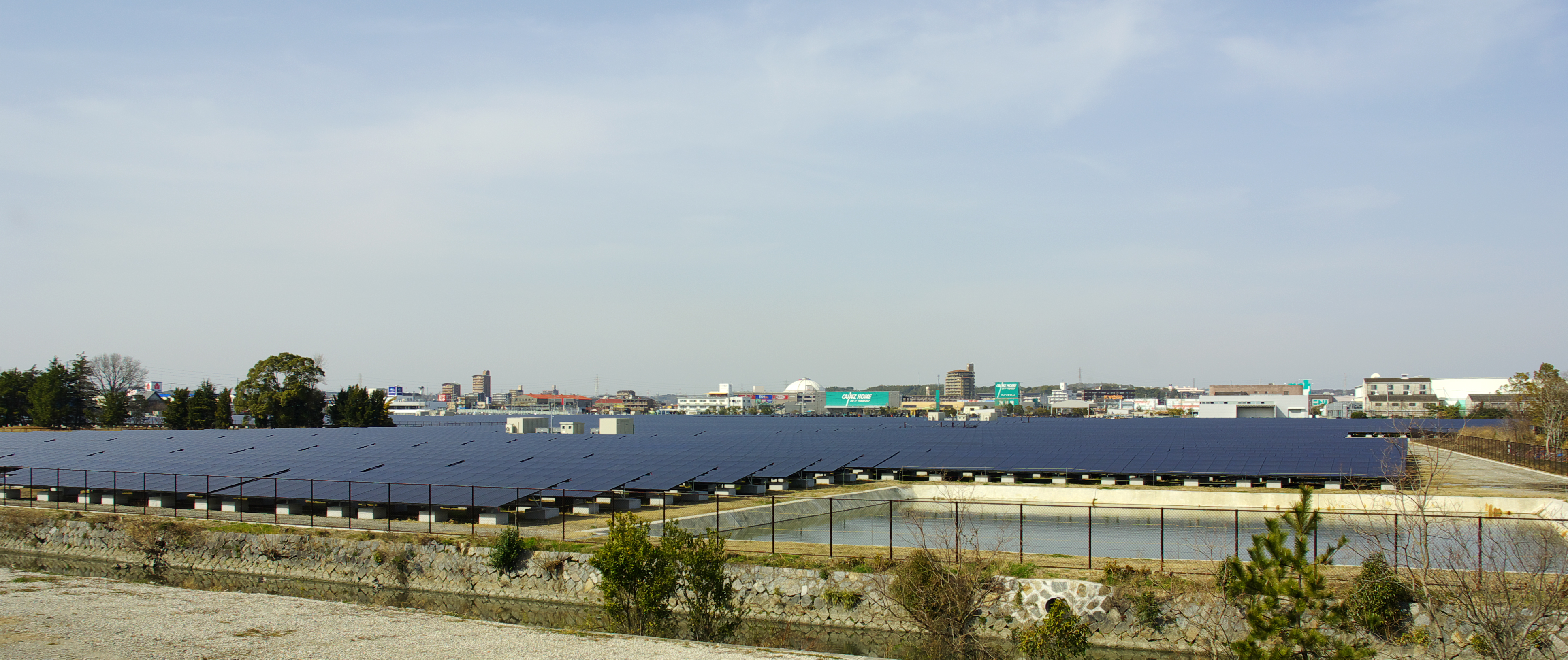
本工場跡に建設された半田ソーラー発電所

5号棟より東部は戦後農地として払い下げられた。5号棟より西部は永く輸送機工業や衣浦カントリークラブの敷地となっていたが、2007年、輸送機工業は敷地規模を大幅に縮小して、大部分を豊田自動織機に売却した。
売却後も数年間、フォークリフトのトレーニングセンター等に活用された範囲は限られており、広大な敷地が更地のまま遊休地として残されていた。そのため、広大さを生かして三井物産グループによりメガソーラーが建設された。

### 滑走路跡
滑走路の舗装は戦後早速に米国兵が来て念入りに爆破して使用不能にしていった。飛行場跡は昭和27〜28年に乙川の農家の希望者に払い下げられ、滑走路にあった栗石は伊勢湾台風後の護岸工事や衣浦大橋の土台に使われたという。
しかし使用不能になりながらも、この地区は市街化調整区域になっているため大きな開発が起こらず、滑走路の輪郭は残されてきた。
しかしながらこの滑走路を横断する形で国道247号線バイパス（衣浦西部線）建設の計画があり、将来の破壊の懸念がある（既に隣接する半田市新居町内には道路が建設されている）。

### 山方工場跡

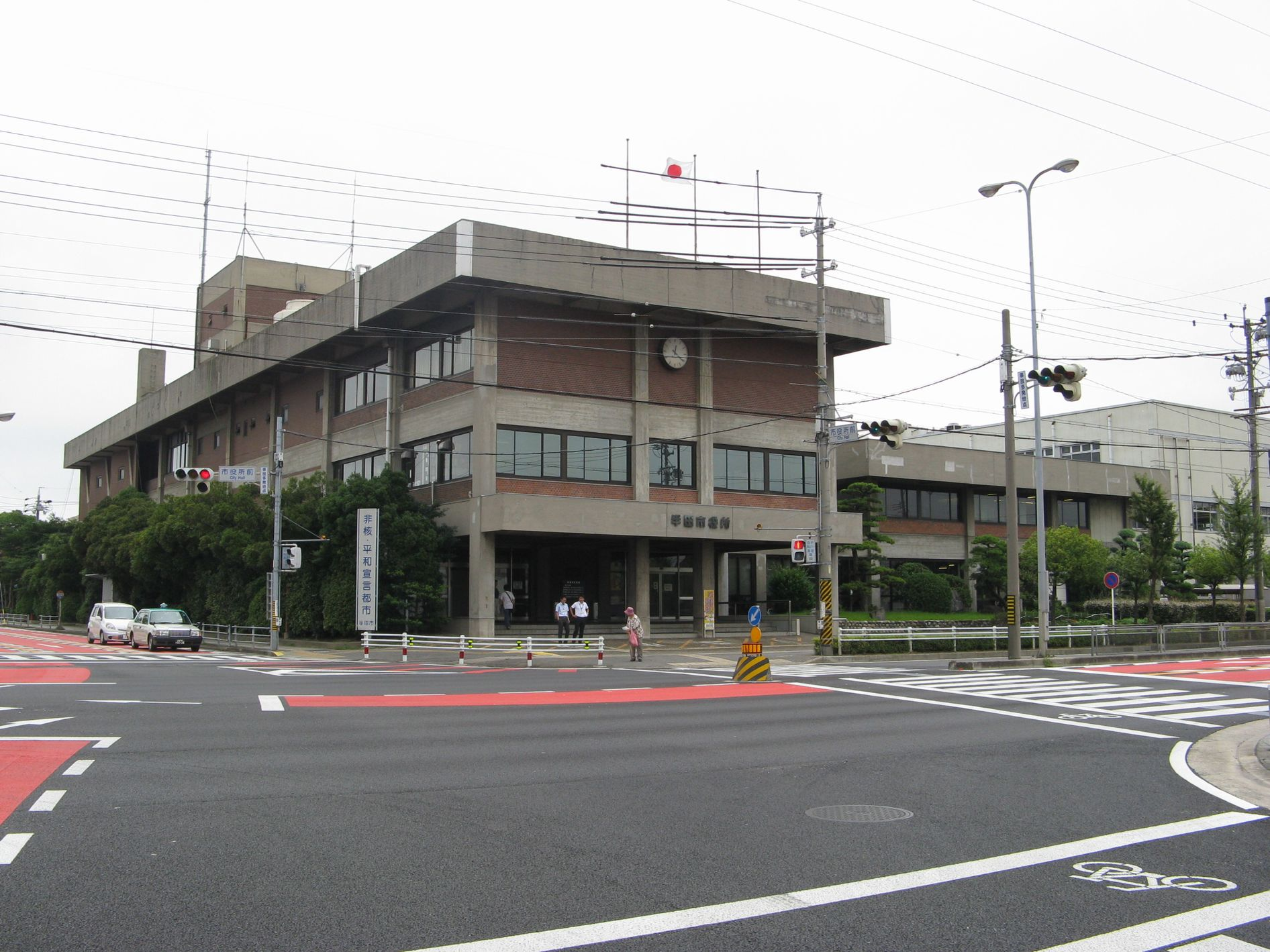
後に山方工場跡に建設された半田市市庁舎

1948年、半田市の公共施設事業費公債条例が制定され、これによる起債により半田市は、山方工場跡61000坪を買収し各種公共施設の用地とした。最初に具体化したのは下記の体育館だが、その後1960年に新市庁舎が建設される等、官庁街が形成されることになった。

### 都市計画
戦後の1949年2月に半田市の都市計画街路計画が決定されたが、これは中島時代の計画を修正したものであり、1962年に新計画が作成されるまでこの計画が道路整備の基本計画であった。
製作所と同時に造られた寮や住宅地は、（おそらく）建物こそ残っていないが、亀崎・乙川地区の道路や地割に色濃く残されている。

### 半田市立半田病院
旧・半田市立半田病院の前身である半田市民病院は、中島の診療所が戦後普通病院として再発足した半田病院を半田市が買収し設置したものである。現在の銀座本町4丁目と住吉5丁目にあった。
その後、数度移転し、半田市立半田病院として東洋町（先述の山方工場があった場所）に所在したが、2025年4月に知多半島総合医療センターとして横山町に移転した。

### 半田市体育館
中島の一草寮（全体計画図のY）内にあった講堂兼食堂を、かつての山方工場だった場所に移転したもので発足した。この建物は第5回国民体育大会の卓球会場として使用された。現在の半田市体育館は改築され場所も移転している。

### 乙川駅の正式駅化と駅前の坂道
上記の「専用側線と乙川駅」の項を参照。

## 紹介映画
1945年8月、原作・亀井文夫、監督・中川順夫らによって当製作所の紹介映画「制空」が制作されたが、完成が終戦直前であったため日の目を見ることはなかった。しかし、当時の製造部長が映画フイルムを保管しており、1995年に東京国立近代美術館フィルムセンターに寄贈、その後1997年に約50年の時を経て日の目を見ることとなった。

## 位置情報
- 本工場跡: 北緯34度53分58秒 東経136度56分41秒 / 北緯34.89944度 東経136.94472度
- 滑走路跡: 北緯34度54分07秒 東経136度57分22秒 / 北緯34.90194度 東経136.95611度
- 山方工場跡: 北緯34度53分34秒 東経136度56分21秒 / 北緯34.89278度 東経136.93917度
- 山田紡績葭野工場跡: 北緯34度54分17秒 東経136度56分16秒 / 北緯34.90472度 東経136.93778度
- 山田紡績内山工場跡: 北緯34度54分18秒 東経136度56分25秒 / 北緯34.90500度 東経136.94028度
- 都築紡績植大工場跡: 北緯34度55分14秒 東経136度55分16秒 / 北緯34.92056度 東経136.92111度
- 衣糧倉庫跡: 北緯34度54分07秒 東経136度55分44秒 / 北緯34.90194度 東経136.92889度

### 中島飛行機半田製作所関連
- 五万分一地形図『半田』地理調査所（1945年） - 工場・滑走路・誘導路等が描かれている
- 「第1軍需工廠生産施設一覧表」『日本航空機総集 第5巻 中島篇』出版協同社（1963年）
- 半田市誌編さん委員会 編『半田市誌 本文編』（1971年）
- 細山喬司『花も蕾の 中島飛行機半田製作所 動員学徒たちの歌』麦同人社(1995年）
- 半田市誌編さん委員会 編『半田市誌 地区誌篇　亀崎地区』（1997年）
- 間瀬正行「中島飛行機少年工の記録」『別冊はんだ郷土史だより　第1部半田市の歴史を変えた中島飛行機半田製作所』はんだ郷土史研究会 （2007年）
- 竹内雄幸「新たな発見、誤った概念を記す」『別冊はんだ郷土史だより　第1部半田市の歴史を変えた中島飛行機半田製作所』はんだ郷土史研究会 （2007年）
- 小栗照夫「都市計画に感心した」『別冊はんだ郷土史だより　第1部半田市の歴史を変えた中島飛行機半田製作所』はんだ郷土史研究会 （2007年）
- 西まさる「傍説・都内の料亭で決まった中島の半田進出」『別冊はんだ郷土史だより　第1部半田市の歴史を変えた中島飛行機半田製作所』はんだ郷土史研究会 （2007年）
- 知多半島郷土史往来編集委員会『知多半島郷土史往来　第1号』はんだ郷土史研究会（2009年）

### 買収借用工場関連
- 愛知県知多郡半田町 編輯『半田町史』半田町（1926年）
- 『東洋紡績七十年史』東洋紡績（1953年）
- 山田紡績株式会社 編『創立四十周年記念』山田紡績 (1955年）
- 半田市役所『旧カブトビール半田工場図面』半田市立図書館（2011年）

### 半田空襲関連
- 「艦載三百・B29三百機来襲」『中部日本新聞』（1945年7月25日） - 7・24空襲を報じる
- 美久仁くみ 他『半田空襲ものがたり 戦争と少年少女たち』半田空襲と戦争を記録する会（1988年）
- 半田空襲と戦争を記録する会 編『半田空襲と戦争 その12』半田空襲と戦争を記録する会（1995年）
- 半田空襲と戦争を記録する会 編『半田空襲と戦争 その13』半田空襲と戦争を記録する会（1996年）
- 半田空襲と戦争を記録する会 編『半田空襲と戦争 その14』半田空襲と戦争を記録する会（1997年）
- 半田空襲と戦争を記録する会 編『半田空襲と戦争 その15』半田空襲と戦争を記録する会（1998年）
- 半田空襲と戦争を記録する会 編『半田空襲と戦争 その16』半田空襲と戦争を記録する会（1999年）
- 半田空襲と戦争を記録する会 編『半田空襲と戦争 その17』半田空襲と戦争を記録する会（2000年）
- 半田空襲と戦争を記録する会 編『半田空襲と戦争 その18』半田空襲と戦争を記録する会（2001年）
- 半田空襲と戦争を記録する会 編『半田空襲と戦争 その19』半田空襲と戦争を記録する会（2003年）

### 東南海地震関連
- 愛知県防災会議 編『昭和19年12月7日東南海地震に関する踏査報告』愛知県（1975年）
- 中日新聞社会部『恐怖のM8 東南海、三河大地震の真相』中日新聞（1983年）